# Costa Ricaans voetbalelftal in 2011
Het Costa Ricaans voetbalelftal speelde 23 interlands in het jaar 2011, waaronder vier wedstrijden tijdens de strijd om de CONCACAF Gold Cup en drie in de strijd om de Copa América. De selectie stond in 2011 onder leiding van achtereenvolgens Ricardo La Volpe, Rónald González en Jorge Luis Pinto. Op de FIFA-wereldranglijst zakte Costa Rica in 2011 van de 69ste (januari 2011) naar de 65ste plaats (december 2011).

## Balans
| Wedstrijden | Wedstrijden | Wedstrijden | Wedstrijden | Doelpunten | Doelpunten | Doelpunten | Punten |
| Gespeeld    | Winst       | Gelijk      | Verlies     | Voor       | Tegen      | Saldo      | Punten |
| ----------- | ----------- | ----------- | ----------- | ---------- | ---------- | ---------- | ------ |
| 23          | 5           | 9           | 9           | 25         | 31         | –6         | 0.826  |

## Interlands
|                                                                             |                  |       |                   |                                                                                                |
| 14 januari Kwalificatie Gold Cup Groep B № 555 «onderlinge duels» 18:00 uur | Costa Rica       | 1 – 1 | Honduras          | Estadio Rommel Fernández, Panama-Stad Toeschouwers: 6.000 Scheidsrechter: Roberto García (MEX) |
| 14 januari Kwalificatie Gold Cup Groep B № 555 «onderlinge duels» 18:00 uur | Victor Núñez 42' |       | 90+2' Ramón Núñez | Estadio Rommel Fernández, Panama-Stad Toeschouwers: 6.000 Scheidsrechter: Roberto García (MEX) |

|                                                                             |           |                                 |            |                                                                                                |
| 16 januari Kwalificatie Gold Cup Groep B № 556 «onderlinge duels» 18:00 uur | Guatemala | 0 – 2                           | Costa Rica | Estadio Rommel Fernández, Panama-Stad Toeschouwers: 1.500 Scheidsrechter: Roberto Moreno (PAN) |
| 16 januari Kwalificatie Gold Cup Groep B № 556 «onderlinge duels» 18:00 uur |           | 48' Marco Ureña 81' Marco Ureña |            | Estadio Rommel Fernández, Panama-Stad Toeschouwers: 1.500 Scheidsrechter: Roberto Moreno (PAN) |

|                                                                                  |                                                      |       |                                                                  |                                                                                               |
| 21 januari Kwalificatie Gold Cup Halve finale № 557 «onderlinge duels» 21:00 uur | Panama                                               | 1 – 1 | Costa Rica                                                       | Estadio Rommel Fernández, Panama-Stad Toeschouwers: 10.000 Scheidsrechter: Joel Aguilar (ESA) |
| 21 januari Kwalificatie Gold Cup Halve finale № 557 «onderlinge duels» 21:00 uur | Blas Pérez 76'                                       |       | 67' Celso Borges                                                 | Estadio Rommel Fernández, Panama-Stad Toeschouwers: 10.000 Scheidsrechter: Joel Aguilar (ESA) |
| 21 januari Kwalificatie Gold Cup Halve finale № 557 «onderlinge duels» 21:00 uur | Strafschoppen                                        |       |                                                                  | Estadio Rommel Fernández, Panama-Stad Toeschouwers: 10.000 Scheidsrechter: Joel Aguilar (ESA) |
| 21 januari Kwalificatie Gold Cup Halve finale № 557 «onderlinge duels» 21:00 uur | Blas Pérez Gabriel Torres Gabriel Gómez Felipe Baloy | 2 – 4 | Celso Borges Victor Núñez Marco Ureña Dennis Marshall Roy Miller | Estadio Rommel Fernández, Panama-Stad Toeschouwers: 10.000 Scheidsrechter: Joel Aguilar (ESA) |

|                                                                            |                                      |       |                 |                                                                                              |
| 23 januari Kwalificatie Gold Cup Finale № 558 «onderlinge duels» 18:00 uur | Honduras                             | 2 – 1 | Costa Rica      | Estadio Rommel Fernández, Panama-Stad Toeschouwers: 2.000 Scheidsrechter: Walter López (GUA) |
| 23 januari Kwalificatie Gold Cup Finale № 558 «onderlinge duels» 18:00 uur | Walter Martínez 8' Emil Martínez 53' |       | 73' Marco Ureña | Estadio Rommel Fernández, Panama-Stad Toeschouwers: 2.000 Scheidsrechter: Walter López (GUA) |

|                                                                 |                                 |       |                                    | |
| 9 februari Vriendschappelijk № 559 «onderlinge duels» 19:30 uur | Venezuela                       | 2 – 2 | Costa Rica                         | Estadio José Antonio Anzoátegui, Puerto La Cruz Toeschouwers: onbekend Scheidsrechter: Henry Gambetta (PER) |
| 9 februari Vriendschappelijk № 559 «onderlinge duels» 19:30 uur | José Rondón 24' José Rondón 80' |       | 7' Cristian Oviedo 60' Marco Ureña | Estadio José Antonio Anzoátegui, Puerto La Cruz Toeschouwers: onbekend Scheidsrechter: Henry Gambetta (PER) |

|                                                               |                                       |       |                         |                                                                                      |
| 26 maart Vriendschappelijk № 560 «onderlinge duels» 20:00 uur | Costa Rica                            | 2 – 2 | China                   | Estadio Nacional, San José Toeschouwers: 34.200 Scheidsrechter: Roberto Moreno (PAN) |
| 26 maart Vriendschappelijk № 560 «onderlinge duels» 20:00 uur | Álvaro Saborío 32' Randall Brenes 45' |       | 46' Lin Gao 90' Lin Gao | Estadio Nacional, San José Toeschouwers: 34.200 Scheidsrechter: Roberto Moreno (PAN) |

|                                                               |            |       |            |                                                                                       |
| 29 maart Vriendschappelijk № 561 «onderlinge duels» 21:00 uur | Costa Rica | 0 – 0 | Argentinië | Estadio Nacional, San José Toeschouwers: 35.000 Scheidsrechter: Marco Rodríguez (MEX) |
| 29 maart Vriendschappelijk № 561 «onderlinge duels» 21:00 uur |            |       |            | Estadio Nacional, San José Toeschouwers: 35.000 Scheidsrechter: Marco Rodríguez (MEX) |

|                                                             |                    |       |         |                                                                                        |
| 29 mei Vriendschappelijk № 562 «onderlinge duels» 18:00 uur | Costa Rica         | 1 – 0 | Nigeria | Estadio Nacional, San José Toeschouwers: 21.000 Scheidsrechter: Mauricio Morales (MEX) |
| 29 mei Vriendschappelijk № 562 «onderlinge duels» 18:00 uur | Diego Madrigal 87' |       |         | Estadio Nacional, San José Toeschouwers: 21.000 Scheidsrechter: Mauricio Morales (MEX) |

| CONCACAF Gold Cup |
| ----------------- |

|                                                                     |                                                                                     |       |      |                                                                                   |
| 5 juni CONCACAF Gold Cup Groep A № 563 «onderlinge duels» 18:00 uur | Costa Rica                                                                          | 5 – 0 | Cuba | Cowboys Stadium, Dallas Toeschouwers: 80.108 Scheidsrechter: Roberto Moreno (PAN) |
| 5 juni CONCACAF Gold Cup Groep A № 563 «onderlinge duels» 18:00 uur | Marco Ureña 7' Álvaro Saborío 41' Marco Ureña 46' Heiner Mora 47' Joel Campbell 71' |       |      | Cowboys Stadium, Dallas Toeschouwers: 80.108 Scheidsrechter: Roberto Moreno (PAN) |

|                                                                     |                      |       |                    |                                                                                            |
| 9 juni CONCACAF Gold Cup Groep A № 564 «onderlinge duels» 19:00 uur | Costa Rica           | 1 – 1 | El Salvador        | Bank of America Stadium, Charlotte Toeschouwers: 30.530 Scheidsrechter: Jair Marrufo (USA) |
| 9 juni CONCACAF Gold Cup Groep A № 564 «onderlinge duels» 19:00 uur | Randall Brenes 90+5' |       | 45' Rodolfo Zelaya | Bank of America Stadium, Charlotte Toeschouwers: 30.530 Scheidsrechter: Jair Marrufo (USA) |

|                                                                      |                                                                              |       |                 |                                                                                  |
| 12 juni CONCACAF Gold Cup Groep A № 565 «onderlinge duels» 20:00 uur | Mexico                                                                       | 4 – 1 | Costa Rica      | Soldier Field, Chicago Toeschouwers: 62.000 Scheidsrechter: Roberto Moreno (PAN) |
| 12 juni CONCACAF Gold Cup Groep A № 565 «onderlinge duels» 20:00 uur | Rafael Márquez 17' Andrés Guardado 19' Andrés Guardado 26' Pablo Barrera 38' |       | 69' Marco Ureña | Soldier Field, Chicago Toeschouwers: 62.000 Scheidsrechter: Roberto Moreno (PAN) |

|                                                                           |                                                      |       |                                                              | |
| 18 juni CONCACAF Gold Cup Kwartfinales № 566 «onderlinge duels» 17:00 uur | Costa Rica                                           | 1 – 1 | Honduras                                                     | New Meadowlands Stadium, East Rutherford Toeschouwers: 78.807 Scheidsrechter: Roberto Moreno (PAN) |
| 18 juni CONCACAF Gold Cup Kwartfinales № 566 «onderlinge duels» 17:00 uur | Dennis Marshall 56'                                  |       | 49' Jerry Bengtson                                           | New Meadowlands Stadium, East Rutherford Toeschouwers: 78.807 Scheidsrechter: Roberto Moreno (PAN) |
| 18 juni CONCACAF Gold Cup Kwartfinales № 566 «onderlinge duels» 17:00 uur | Strafschoppen                                        |       |                                                              | New Meadowlands Stadium, East Rutherford Toeschouwers: 78.807 Scheidsrechter: Roberto Moreno (PAN) |
| 18 juni CONCACAF Gold Cup Kwartfinales № 566 «onderlinge duels» 17:00 uur | Celso Borges Bryan Ruiz Álvaro Saborío Joel Campbell | 2 – 4 | Carlo Costly Víctor Bernárdez Wilson Palacios Jerry Bengtson | New Meadowlands Stadium, East Rutherford Toeschouwers: 78.807 Scheidsrechter: Roberto Moreno (PAN) |

| Copa América |
| ------------ |

|                                                                |                  |       |            | |
| 2 juli Copa América Groep A № 567 «onderlinge duels» 15:30 uur | Colombia         | 1 – 0 | Costa Rica | Estadio 23 de Agosto, San Salvador de Jujuy Toeschouwers: 23.500 Scheidsrechter: Enrique Osses (CHI) |
| 2 juli Copa América Groep A № 567 «onderlinge duels» 15:30 uur | Adrián Ramos 45' |       |            | Estadio 23 de Agosto, San Salvador de Jujuy Toeschouwers: 23.500 Scheidsrechter: Enrique Osses (CHI) |

|                                                                |         |                                      |            | |
| 7 juli Copa América Groep A № 568 «onderlinge duels» 20:15 uur | Bolivia | 0 – 2                                | Costa Rica | Estadio 23 de Agosto, San Salvador de Jujuy Toeschouwers: 23.000 Scheidsrechter: Carlos Vera (ECU) |
| 7 juli Copa América Groep A № 568 «onderlinge duels» 20:15 uur |         | 60' Josué Martínez 78' Joel Campbell |            | Estadio 23 de Agosto, San Salvador de Jujuy Toeschouwers: 23.000 Scheidsrechter: Carlos Vera (ECU) |

|                                                                 |                                                  |       |            |                                                                                                |
| 11 juli Copa América Groep A № 569 «onderlinge duels» 20:45 uur | Argentinië                                       | 3 – 0 | Costa Rica | Estadio Mario Alberto Kempes, Córdoba Toeschouwers: 57.000 Scheidsrechter: Víctor Rivera (PER) |
| 11 juli Copa América Groep A № 569 «onderlinge duels» 20:45 uur | Kun Agüero 45' Kun Agüero 53' Ángel Di María 64' |       |            | Estadio Mario Alberto Kempes, Córdoba Toeschouwers: 57.000 Scheidsrechter: Víctor Rivera (PER) |

|  |  |  |  |  |  |  |  |  |

|                                                        |            |                                        |         |                                                                                              |
| 10 augustus Vriendschappelijk № 570 «onderlinge duels» | Costa Rica | 0 – 2                                  | Ecuador | Estadio Ricardo Saprissa, San José Toeschouwers: onbekend Scheidsrechter: Joel Aguilar (ESA) |
| 10 augustus Vriendschappelijk № 570 «onderlinge duels» |            | 53' Christian Suárez 66' Edison Méndez |         | Estadio Ricardo Saprissa, San José Toeschouwers: onbekend Scheidsrechter: Joel Aguilar (ESA) |

|                                                                  |                  |                    |            |                                                                                      |
| 2 september Vriendschappelijk № 571 «onderlinge duels» 20:00 uur | Verenigde Staten | 0 – 1              | Costa Rica | The Home Depot Center, Carson Toeschouwers: 15.798 Scheidsrechter: José Molina (HON) |
| 2 september Vriendschappelijk № 571 «onderlinge duels» 20:00 uur |                  | 65' Rodney Wallace |            | The Home Depot Center, Carson Toeschouwers: 15.798 Scheidsrechter: José Molina (HON) |

|                                                        |                                                                                |       |            |                                                                                           |
| 6 september Vriendschappelijk № 572 «onderlinge duels» | Ecuador                                                                        | 4 – 0 | Costa Rica | Estadio Olímpico Atahualpa, Quito Toeschouwers: 2.000 Scheidsrechter: Wilmar Roldán (COL) |
| 6 september Vriendschappelijk № 572 «onderlinge duels» | Christian Suárez 21' Jaime Ayoví 29' Segundo Castillo 59' Cristian Benítez 75' |       |            | Estadio Olímpico Atahualpa, Quito Toeschouwers: 2.000 Scheidsrechter: Wilmar Roldán (COL) |

|                                                                |            |            |          |                                                                                    |
| 7 oktober Vriendschappelijk № 573 «onderlinge duels» 21:00 uur | Costa Rica | 0 – 1      | Brazilië | Estadio Nacional, San José Toeschouwers: 34.000 Scheidsrechter: Walter López (GUA) |
| 7 oktober Vriendschappelijk № 573 «onderlinge duels» 21:00 uur |            | 21' Neymar |          | Estadio Nacional, San José Toeschouwers: 34.000 Scheidsrechter: Walter López (GUA) |

|                                                                  |                                         |       |            |                                                                                     |
| 11 november Vriendschappelijk № 574 «onderlinge duels» 20:00 uur | Panama                                  | 2 – 0 | Costa Rica | Estadio Rommel Fernández, Panama-Stad Toeschouwers: 10.000 Scheidsrechter: onbekend |
| 11 november Vriendschappelijk № 574 «onderlinge duels» 20:00 uur | Gabriel Gómez 26' (pen.) Blas Pérez 28' |       |            | Estadio Rommel Fernández, Panama-Stad Toeschouwers: 10.000 Scheidsrechter: onbekend |

|                                                                  |                                      |       |                                 |                                                                                        |
| 15 november Vriendschappelijk № 575 «onderlinge duels» 21:05 uur | Costa Rica                           | 2 – 2 | Spanje                          | Estadio Nacional, San José Toeschouwers: 31.000 Scheidsrechter: Mauricio Navarro (CAN) |
| 15 november Vriendschappelijk № 575 «onderlinge duels» 21:05 uur | Randall Brenes 31' Joel Campbell 42' |       | 82' David Silva 90' David Villa | Estadio Nacional, San José Toeschouwers: 31.000 Scheidsrechter: Mauricio Navarro (CAN) |

|                                                                  |                            |       |                      |                                                                                      |
| 11 december Vriendschappelijk № 576 «onderlinge duels» 19:00 uur | Cuba                       | 1 – 1 | Costa Rica           | Estadio Pedro Marrero, Havana Toeschouwers: 2.500 Scheidsrechter: Walter López (GUA) |
| 11 december Vriendschappelijk № 576 «onderlinge duels» 19:00 uur | Heviel Cordovez 57' (pen.) |       | 90' Kenny Cunningham | Estadio Pedro Marrero, Havana Toeschouwers: 2.500 Scheidsrechter: Walter López (GUA) |

|                                                                  |           |                                    |            | |
| 22 december Vriendschappelijk № 577 «onderlinge duels» 18:30 uur | Venezuela | 0 – 2                              | Costa Rica | Estadio Metropolitano de Lara, Barquisimeto Toeschouwers: 35.000 Scheidsrechter: Rudolf Angela (ARU) |
| 22 december Vriendschappelijk № 577 «onderlinge duels» 18:30 uur |           | 41' Rodney Wallace 53' José Cubero |            | Estadio Metropolitano de Lara, Barquisimeto Toeschouwers: 35.000 Scheidsrechter: Rudolf Angela (ARU) |

## FIFA-wereldranglijst
| JAN | FEB | MAR | APR | MEI | JUN | JUL | AUG | SEP | OKT | NOV | DEC |
| --- | --- | --- | --- | --- | --- | --- | --- | --- | --- | --- | --- |
| 69  | 48  | 53  | 55  | 56  | 55  | 56  | 60  | 57  | 62  | 64  | 65  |

## Statistieken
| Keylor Navas        | 1986-12-15 | Levante UD            | 11 | 0 | 0 |     |    |
| Donny Grant         | 1976-04-12 | CD Saprissa           | 6  | 0 | 0 |     |    |
| Leonel Moreira      | 1990-04-04 | CS Herediano          | 3  | 0 | 0 |     |    |
| Esteban Alvarado    | 1989-04-28 | AZ Alkmaar            | 1  | 0 | 0 |     |    |
| Daniel Cambronero   | 1986-01-08 | CS Herediano          | 1  | 0 | 0 |     |    |
| Verdediging         |            |                       |    |   |   |     |    |
| Johnny Acosta       | 1983-07-21 | LD Alajuelense        | 12 | 0 | 0 |     |    |
| Heiner Mora         | 1984-06-20 | CD Saprissa           | 11 | 4 | 1 |     |    |
| Dennis Marshall     | 1985-08-09 | Aalborg BK            | 11 | 0 | 1 |     |    |
| Roy Miller          | 1984-11-24 | New York Red Bulls    | 11 | 0 | 0 |     |    |
| José Salvatierra    | 1989-10-10 | LD Alajuelense        | 9  | 2 | 0 |     |    |
| Bryan Oviedo        | 1990-02-18 | FC København          | 9  | 0 | 1 |     |    |
| Michael Umaña       | 1982-07-16 | CSD Comunicaciones    | 7  | 0 | 0 |     |    |
| Pedro Leal          | 1989-01-31 | FK Senica             | 6  | 3 | 0 |     |    |
| Júnior Díaz         | 1983-09-12 | Wisła Kraków          | 6  | 1 | 0 |     |    |
| Óscar Duarte        | 1989-06-03 | CD Saprissa           | 5  | 1 | 0 |     |    |
| Darío Delgado       | 1985-12-14 | Municipal Puntarenas  | 5  | 0 | 0 |     |    |
| Francisco Calvo     | 1992-07-08 | CS Herediano          | 3  | 0 | 0 |     |    |
| Carlos Johnson      | 1984-07-10 | CS Cartaginés         | 2  | 0 | 0 |     |    |
| Gilberto Martínez   | 1979-10-01 | Brescia Calcio        | 2  | 0 | 0 | 61  | 0  |
| Gonzalo Segares     | 1982-10-13 | Chicago Fire          | 1  | 1 | 0 |     |    |
| Giancarlo González  | 1988-02-08 | LD Alajuelense        | 1  | 0 | 0 |     |    |
| Porfirio López      | 1985-09-10 | LD Alajuelense        | 1  | 0 | 0 |     |    |
| Roy Myrie           | 1982-08-21 | KAA Gent              | 1  | 0 | 0 |     |    |
| José Mena           | 1989-02-02 | CD Saprissa           | 0  | 2 | 0 |     |    |
| Christopher Meneses | 1990-05-02 | LD Alajuelense        | 0  | 1 | 0 |     |    |
| Edder Nelson        | 1986-06-26 | Municipal Puntarenas  | 0  | 1 | 0 |     |    |
| Keismer Powell      | 1990-02-09 | Orión FC Desamparados | 0  | 1 | 0 |     |    |
| Middenveld          |            |                       |    |   |   |     |    |
| Celso Borges        | 1988-05-27 | Fredrikstad FK        | 10 | 0 | 1 |     |    |
| Cristian Bolaños    | 1984-05-17 | FC København          | 8  | 0 | 0 |     |    |
| Dave Myrie          | 1988-06-01 | Limón FC              | 8  | 0 | 0 |     |    |
| José Cubero         | 1987-02-14 | CS Herediano          | 6  | 7 | 1 |     |    |
| Randall Azofeifa    | 1984-12-30 | Gençlerbirliği        | 6  | 0 | 0 |     |    |
| Michael Barrantes   | 1983-10-04 | Aalesunds FK          | 5  | 2 | 0 |     |    |
| Allen Guevara       | 1989-04-16 | LD Alajuelense        | 3  | 8 | 0 |     |    |
| David Guzmán        | 1990-02-18 | CD Saprissa           | 3  | 3 | 0 |     |    |
| Rodney Wallace      | 1988-06-17 | Portland Timbers      | 3  | 1 | 2 |     |    |
| Cristian Gamboa     | 1989-10-24 | FC København          | 2  | 2 | 0 |     |    |
| José Luis López     | 1981-03-31 | CD Belén Siglo XXI    | 2  | 1 | 0 | 33  | 0  |
| Yeltsin Tejada      | 1992-03-17 | CD Saprissa           | 2  | 0 | 0 |     |    |
| Carlos Hernández    | 1982-04-09 | Melbourne Victory     | 1  | 2 | 0 | 37  | 7  |
| Álvaro Sánchez      | 1984-08-02 | AD San Carlos         | 1  | 1 | 0 |     |    |
| Kareem McLean       | 1983-07-14 | Limón FC              | 1  | 0 | 0 |     |    |
| Luis Miguel Valle   | 1989-05-11 | LD Alajuelense        | 0  | 2 | 0 |     |    |
| Eduardo Valverde    | 1982-04-10 | CS Cartaginés         | 0  | 2 | 0 |     |    |
| Diego Estrada       | 1989-05-25 | CSD Comunicaciones    | 0  | 1 | 0 |     |    |
| Kevin Fajardo       | 1989-09-05 | Santos Guápiles FC    | 0  | 1 | 0 |     |    |
| Aanval              |            |                       |    |   |   |     |    |
| Randall Brenes      | 1983-08-13 | FK Khazar Lenkoran    | 10 | 6 | 3 |     |    |
| Marco Ureña         | 1990-03-05 | Kuban Krasnodar       | 9  | 4 | 7 |     |    |
| Álvaro Saborío      | 1982-03-25 | Real Salt Lake        | 8  | 0 | 2 |     |    |
| Bryan Ruiz          | 1985-08-18 | Fulham FC             | 6  | 1 | 0 |     |    |
| Joel Campbell       | 1992-06-26 | FC Lorient            | 4  | 5 | 3 |     |    |
| Josué Martínez      | 1990-03-25 | CD Saprissa           | 4  | 4 | 1 |     |    |
| César Elizondo      | 1988-02-10 | CD Saprissa           | 3  | 7 | 0 |     |    |
| Winston Parks       | 1981-10-12 | FK Bakoe              | 3  | 1 | 0 |     |    |
| Victor Núñez        | 1980-04-15 | CS Herediano          | 3  | 0 | 1 |     |    |
| Diego Madrigal      | 1989-03-19 | CS Herediano          | 2  | 5 | 0 |     |    |
| Kenny Cunningham    | 1985-06-07 | AD San Carlos         | 1  | 1 | 1 |     |    |
| Jairo Arrieta       | 1983-08-25 | CD Saprissa           | 1  | 1 | 0 |     |    |
| Daniel Colindres    | 1985-01-10 | Santos Guápiles FC    | 1  | 1 | 0 |     |    |
| Jonathan McDonald   | 1987-10-28 | LD Alajuelense        | 1  | 1 | 0 |     |    |
| Rolando Fonseca     | 1974-06-06 | CSD Comunicaciones    | 0  | 1 | 0 | 113 | 47 |

FEDEFUTBOL · A-internationals · Selecties · Bondscoaches · Costa Ricaans vrouwenelftal · Costa Rica U21 · Costa Rica U20 · Costa Rica U19 · Costa Rica U18 · Costa Rica U17
1920 – 1949 ·
1950 – 1969 ·
1970 – 1979 ·
1980 – 1989 ·
1990 – 1999 ·
2000 – 2009 ·
2010 – 2019 ·
2020 − 2029
Copa América 1997 · 
Copa América 2001 · 
Copa América 2004 · 
Copa América 2011 · 
Copa América 2016
WK 1990 · 
WK 2002 · 
WK 2006 · 
WK 2014 · 
WK 2018
OS 1980 · 
OS 1984 · 
OS 2004
1921 · 
1922–1929 · 
1930 · 
1931–1934 · 
1935 · 
1936–1937 · 
1938 · 
1939 · 
1940 · 
1941 · 
1942 · 
1943 · 
1944–1945 · 
1946 · 
1947 · 
1948 · 
1949 · 
1950 · 
1951 · 
1952 · 
1953 · 
1954 · 
1955 · 
1956 · 
1957 · 
1958 · 
1959 · 
1960 · 
1961 · 
1962 · 
1963 · 
1964 · 
1965 · 
1966 · 
1967 · 
1968 · 
1969 · 
1970 · 
1971 · 
1972 · 
1973 · 
1974–1975 · 
1976 · 
1977–1978 · 
1979 · 
1980 · 
1981–1982 · 
1983 · 
1984 · 
1985 · 
1986 · 
1987 · 
1988 · 
1989 · 
1990 · 
1991 · 
1992 · 
1993 · 
1994 · 
1995 · 
1996 · 
1997 · 
1998 · 
1999 · 
2000 · 
2001 · 
2002 · 
2003 · 
2004 · 
2005 · 
2006 · 
2007 · 
2008 · 
2009 · 
2010 · 
2011 · 
2012 · 
2013 · 
2014 · 
2015 · 
2016 · 
2017 ·
2018 ·
2019 ·
2020 ·
2021 ·
2022 ·
2023 ·
2024
Argentinië ·
Aruba ·
Australië ·
Barbados ·
België ·
Belize ·
Bermuda ·
Bolivia ·
Bosnië en Herzegovina ·
Brazilië ·
Canada ·
Chili ·
China ·
Colombia ·
Cuba ·
Curaçao ·
Dominicaanse Republiek ·
Duitsland ·
Ecuador ·
El Salvador ·
Engeland ·
Finland ·
Frankrijk ·
Grenada ·
Griekenland ·
Guatemala ·
Guyana ·
Haïti ·
Honduras ·
Hongarije ·
Ierland ·
Iran ·
Italië ·
Jamaica ·
Japan ·
Joegoslavië ·
Kameroen ·
Marokko ·
Mexico ·
Nederland ·
Nederlandse Antillen ·
Nicaragua ·
Nieuw-Zeeland ·
Nigeria ·
Noord-Ierland ·
Noorwegen ·
Oekraïne ·
Oezbekistan ·
Oman ·
Oostenrijk ·
Panama ·
Paraguay ·
Peru ·
Polen ·
Puerto Rico ·
Qatar ·
Rusland ·
Saint Kitts en Nevis ·
Saint Vincent en de Grenadines ·
Saoedi-Arabië ·
Schotland ·
Servië ·
Slowakije ·
Sovjet-Unie ·
Spanje ·
Suriname ·
Trinidad en Tobago ·
Tsjechië ·
Tsjecho-Slowakije ·
Tunesië ·
Turkije ·
Uruguay ·
Venezuela ·
Verenigde Arabische Emiraten ·
Verenigde Staten ·
Wales ·
Zuid-Afrika ·
Zuid-Korea ·
Zweden ·
Zwitserland
Brazilië (2018) ·
China (2002) · 
Duitsland (2006) · 
Ecuador (2006) · 
Engeland (2014) · 
Griekenland (2014) · 
Italië (2014) ·
Nederland (2014) · 
Polen (2006) · 
Servië (2018) ·
Spanje (2022) ·
Turkije (2002) · 
Uruguay (2014) ·
Zwitserland (2018)